# Depachika
Depachika (jap. デパ地下) - popularna nazwa pięter podziemnych w domach towarowych w Japonii, na których sprzedawane są artykuły spożywcze. Nazwa ta została spopularyzowana około roku 2000 przez środki masowego przekazu takie jak telewizja i czasopisma.

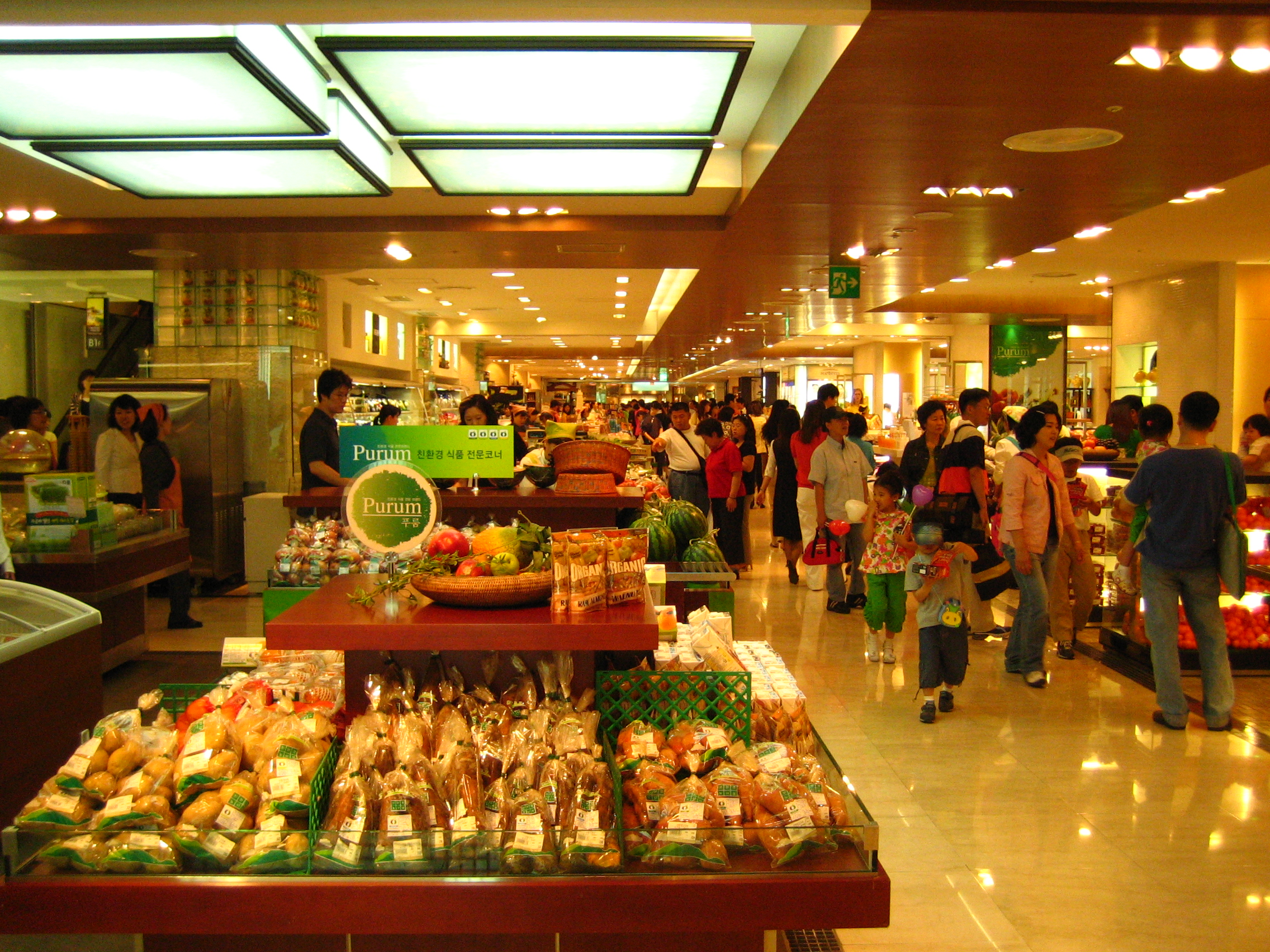
Depachika w domu towarowym Lotte

Głównymi towarami sprzedawanymi w depachika są souzai, bentō, desery i napoje alkoholowe. Głównym powodem umieszczenia stoisk z żywnością na piętrach podziemnych jest niższy niż na wyższych piętrach koszt doprowadzenia wody, gazu i elektryczności. Często wejścia do domów towarowych z poziomu depachika znajdują się na stacjach metra. Zdarzają się także nieliczne wyjątki, gdy na piętrach podziemnych nie ma depachika, jak w domu towarowym Marui na stacji Kita Senju czy w domu towarowym Takashimaya w Kashiwa itp., gdzie desery znajdują się na pierwszym piętrze, a na piętrze podziemnym sprzedawane są świeże ryby i souzai.
Umieszczanie artykułów spożywczych na niższych piętrach wiąże się ze strategią pozyskania klientów wykorzystującą tzw. "efekt fontanny".